# Нова пинакотека
Новата пинакотека (на немски: Neue Pinakothek) е художествен музей в Ареала на изкуствата в Мюнхен.
Пинакотеката оказва предимно картини и скулптури от XVIII и XIX век. Срещу Новата пинакотека се намира Старата пинакотека с произведения до началото на XVIII век. В същия Ареал на изкуствата е и Пинакотеката на модерното изкуство с творби от XX и XXI век.
Сградата е разрушена по време на Втората световна война и не е реконструирана в оригиналния си вид.

### История
Галерията е основана по нареждане на баварския крал Лудвиг I след построената от 1809 г. също от него Стара пинакотека. До 1853 г. първата Нова пинакотека е построена от Аугуст фон Фойт по плановете на Фридрих фон Гертнер срещу Старата пинакотека. Открита е на 25 октомври 1853 г.
През 1944 г. сградата на Новата пинакотека е тежко пострадала от бомбите при англо-американските въздушни нападения. След пет години руината е съборена. През 1966/67 г. Александер фрайхер фон Бранка (1919 – 2011) получава задачата за нов строеж на Новата пинакотека. През 1975 г. започва строежа, на 28 март 1981 г. новата сграда е открита.

### Английска живопис втора половина на XVIII век и началото на XIX век
В Новата пинакотека са представени почти всички значими художници на Англия XVIII-начало на XIX в.: Томас Гейнсбъро, Уилям Хогарт, Джордж Стабс, Джошуа Рейнолдс, Джордж Ромни, Ричард Уилсън, Хенри Реборн, Дейвид Уилки, Джон Констабъл и Уилям Търнър.
- Томас Гейнсбъро „Мисис Томас Хиберт“

### „Немските римляни“:КласицизъмиНазарени
В музея са представени Якоб Филип Хакерт, Йозеф Антон Кох, Людвиг Рихтер, Фридрих Овербек, Вилхелм фон Шадов, Хенрих Мария фон Гес и Петер фон Корнелиус.

### Френски импресионисти
Представени са произведения на Пиер-Огюст Реноар, Едуард Мане, Клод Моне, Пол Сезан, Пол Гоген, Камил Писаро, Едгар Дега, Алфред Сисле, Жорж Сьора и Винсент ван Гог.
- Едуард Мане, Клод Моне в Аржантьой (1874)
- Едуар Мане —
Закуска в ателието(1868)
- Клод Моне —
Мостът в Аржантьой(1874)
- Пол Сезан,
 Железопътен път (1869 – 1871)
- Пол Гоген, 
Танц на четири бретонки, (1888)
- Пол Гоген —
Te tamari no atua (1896)
- Винсент ван Гог —
Ваза с дванадесет слънчогледи(1888)

### Символизъми живопис от началото на XX в.
Представени са в частност творби на Густав Климт, Джовани Сегантини, Фернан Кнопф, Пол Синяк, Морис Дени, Анри дьо Тулуз-Лотрек, Джеймс Енсор, Фердинанд Ходлер, Франц фон Штук, Едуар Вюйар, Едвард Мунк, Пиер Бонар и Егон Шиле.
- Някои творби в „Новата пинакотека“
- Карл Шпицвег —
Бедният поет (1839)
- Густав Климт —
Margaret Stonborough-Wittgenstein (1905)
- Франсиско Гоя —
Ощипаната пуйка (1810)
- Фридрих Овербек —
Италия и Германия (1828)
- Оноре Домие —
Дон Кихот и Санчо Панчо (1868)
- Густав Климт, La Musique, (1895)

### Скулптури
- Торвалдсен—
Head of a warrior (1812)
- Огюст Роден—
Мъж със счупен нос (1863)
- Огюст Роден—
Die Kauernde (1880/82)